# 四聚乙醛
四聚乙醛（英語：Metaldehyde）是乙醛的四聚体，化学式(CH3CHO)4，可用作对抗蜗牛、蛞蝓等腹足纲动物的农药。
英國將從2022年3月底起禁止在戶外使用四聚乙醛以保護鳥類和哺乳動物及避免飲用水污染。

## 製備方式及性質
四聚乙醛是可燃物質、且在大量攝入時有毒且對皮膚、眼部具有刺激性。四聚甲醛在常溫、常壓下呈為白色晶體且具有薄荷醇的氣味。
中等產率的四聚乙醛可由乙醛和酸催化劑，如溴化氫反應後冷卻製得。液態的三聚乙醛也可在此製程中製得，然而此製程可逆，若將反應溫度提升至80℃，三聚乙醛和四聚乙醛都會轉化回乙醛。

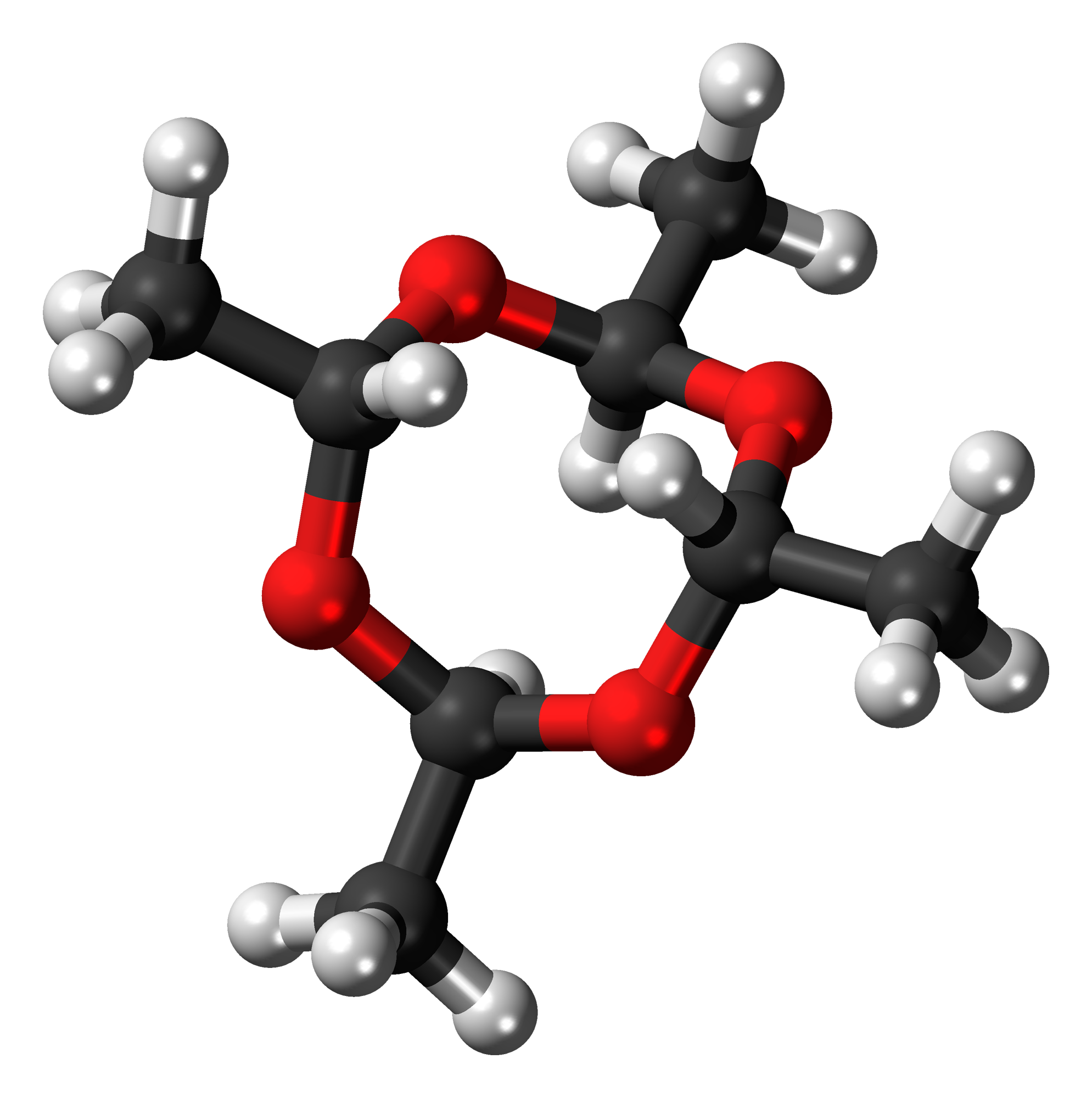
四聚乙醛其中一具 D2d點群的立體異構物

四聚乙醛以四種立體異構物，其造成立體異構的原因係因甲基在八元環上的鍵向不同。這些不同的立體異構物具有不同分子對稱性，四種立體異構物各具有Cs(2個對稱元素)、C2v(4個對稱元素)、D2d(8個對稱元素)、C4v(8個對稱元素)的對稱點群。